# Mosquée Ar-Rahma d'Alger
Pour les articles homonymes, voir Mosquée Ar-Rahma.
La mosquée Ar-Rahma d'Alger, aussi appelée mosquée Errahma, (en arabe : مسجد الرحمة), traduit en français par mosquée de la miséricorde, est située dans le centre de la capitale algérienne. Ancienne église catholique, c'est aujourd'hui l'une des plus grandes mosquées de la ville. Sa capacité d’accueil est d'environ 5 000 fidèles sur 1 000 m2.

## Histoire

### Époque coloniale française
En 1897, est lancée la construction de l'église Sainte-Marie-Saint-Charles de l'Agha. Elle est consacrée au culte catholique en 1903. Les architectes concepteurs de l'édifice sont Stéphane Boulin, Marcel & Albert Barbet. Une autre source affirme que le bâtiment est érigé en 1894, et qu'il a été financé par une personne belge fortunée. Les vitraux sont conçus par la maison Frères Tossut (signature sur le sol en haut des marches menant au porche d’entrée de l'église).

### Après Indépendance de l'Algérie
En 1979, une pétition circule au sein de la population pour que le bâtiment soit transformé en mosquée. La demande est acceptée en 1981. L'administration de l'Église Saint-Charles est alors cédée à la Wilaya d'Alger et le lieu de culte change de nom pour devenir la mosquée Ar-Rahma. Les vitraux, autels et chairs sont retirés, et les nefs sont repeintes en blanc et jaune. En 2009, une dizaine d'armoires de climatisation sont installées dans la mosquée.
En 2019, elle est un point de ralliement du mouvement de contestation du Hirak.

## Galerie

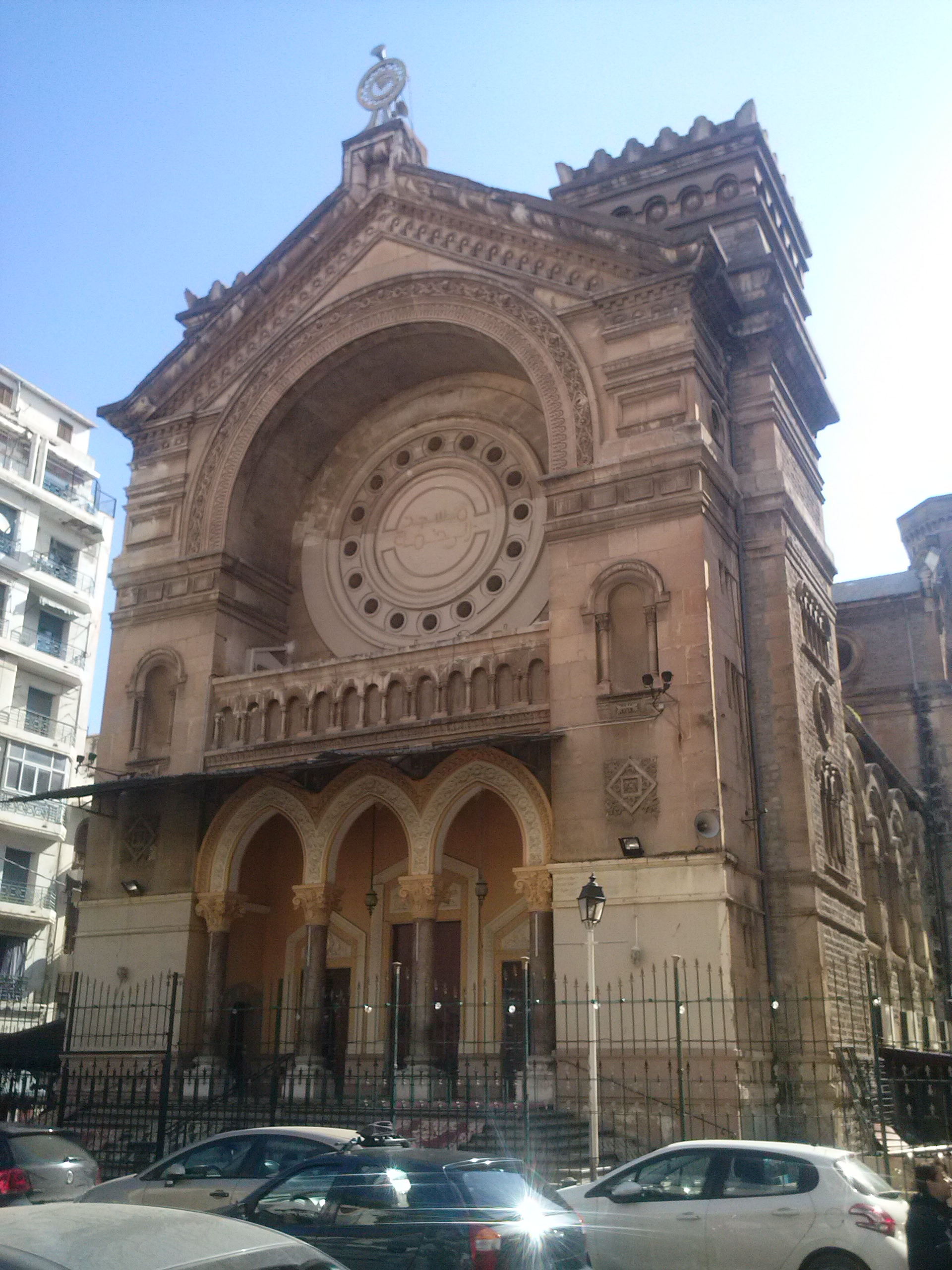
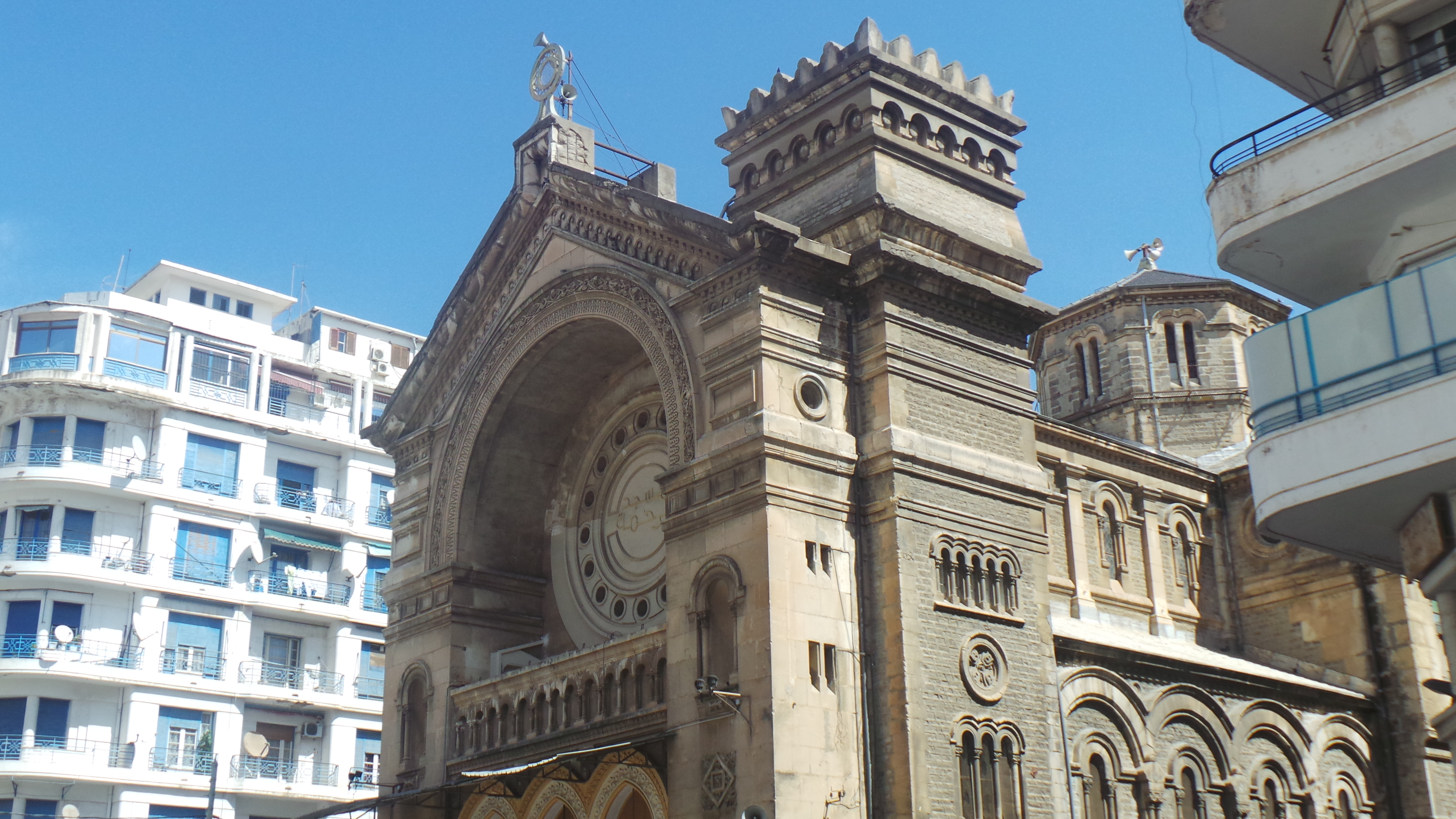
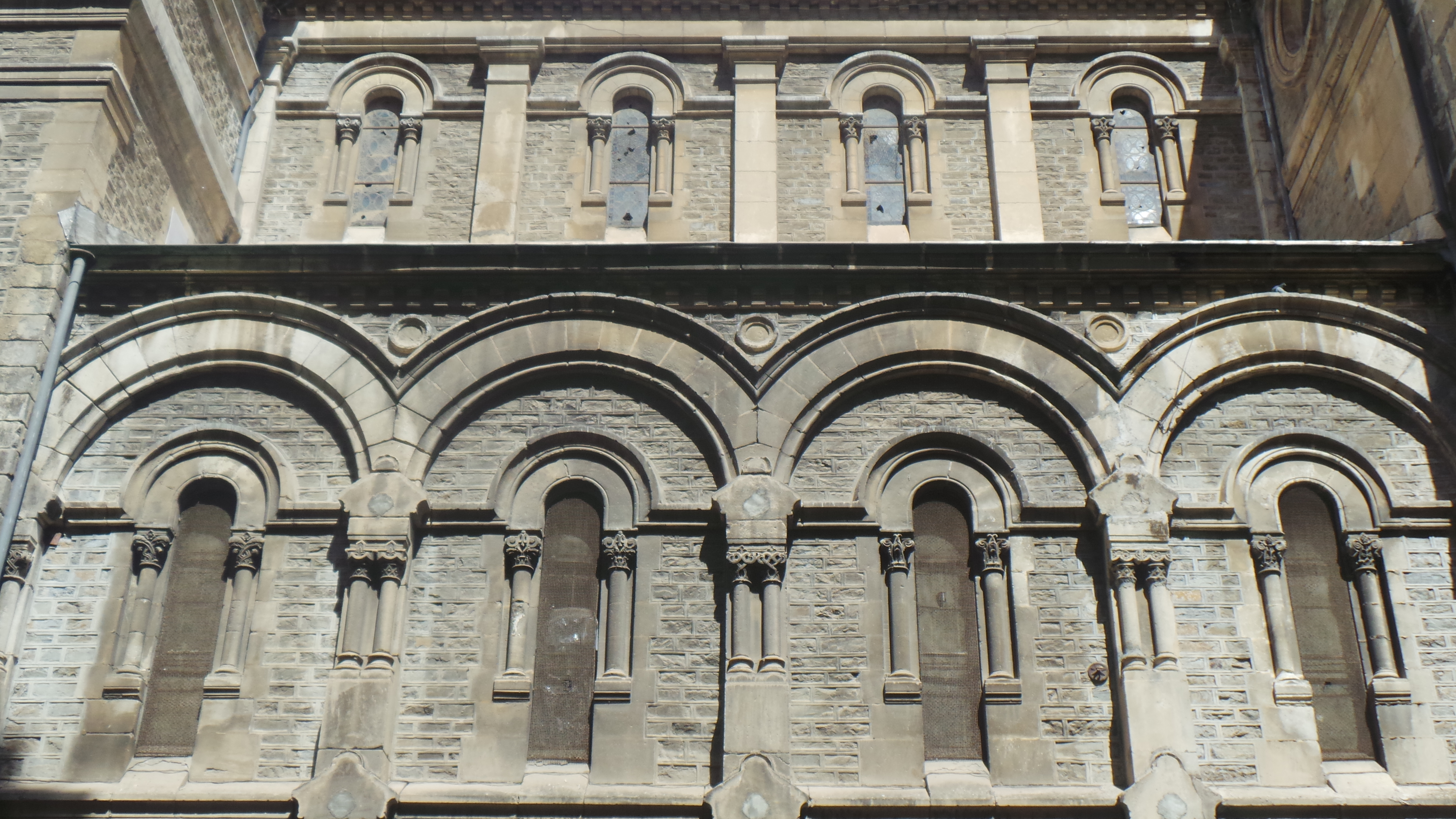
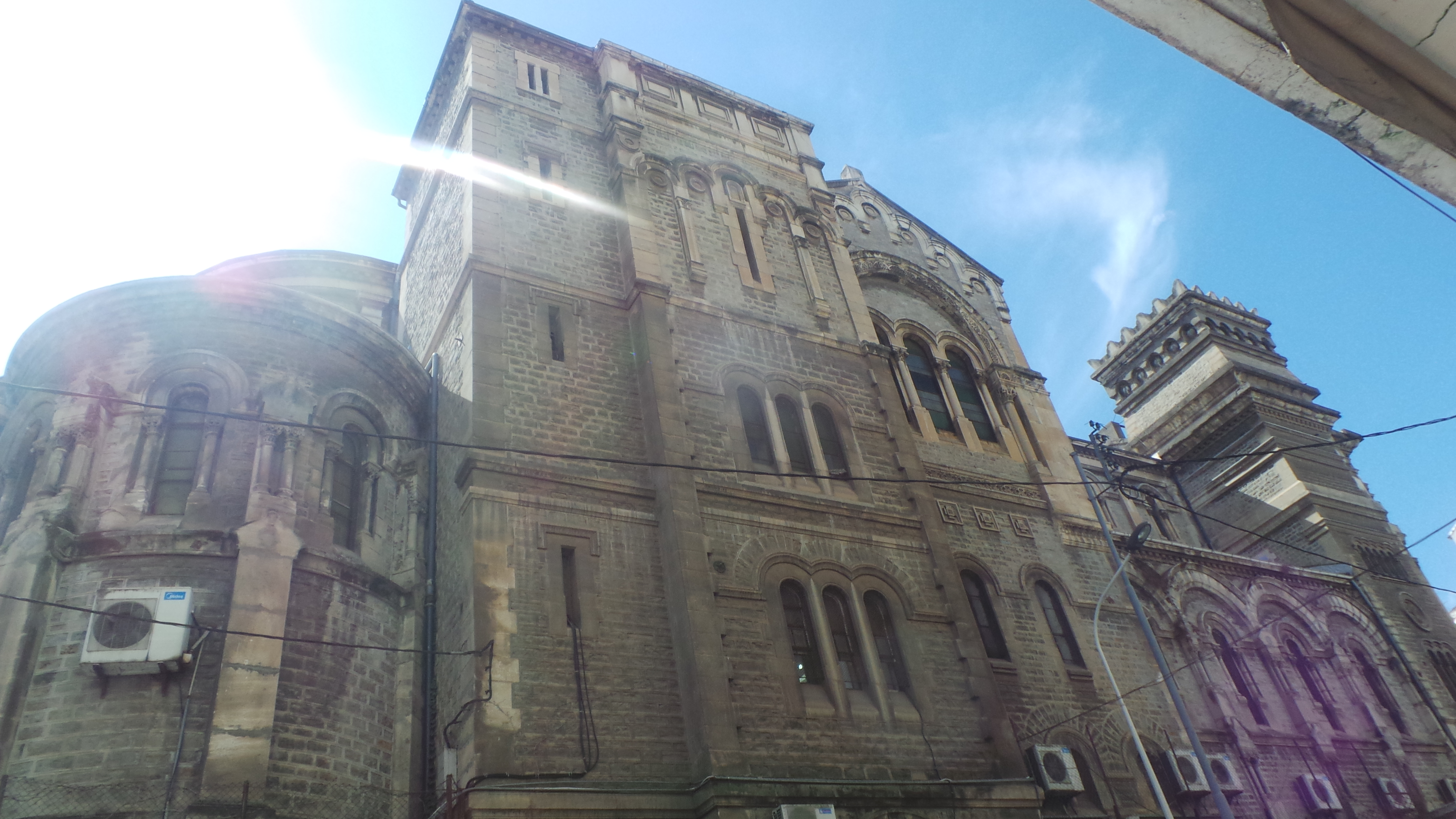
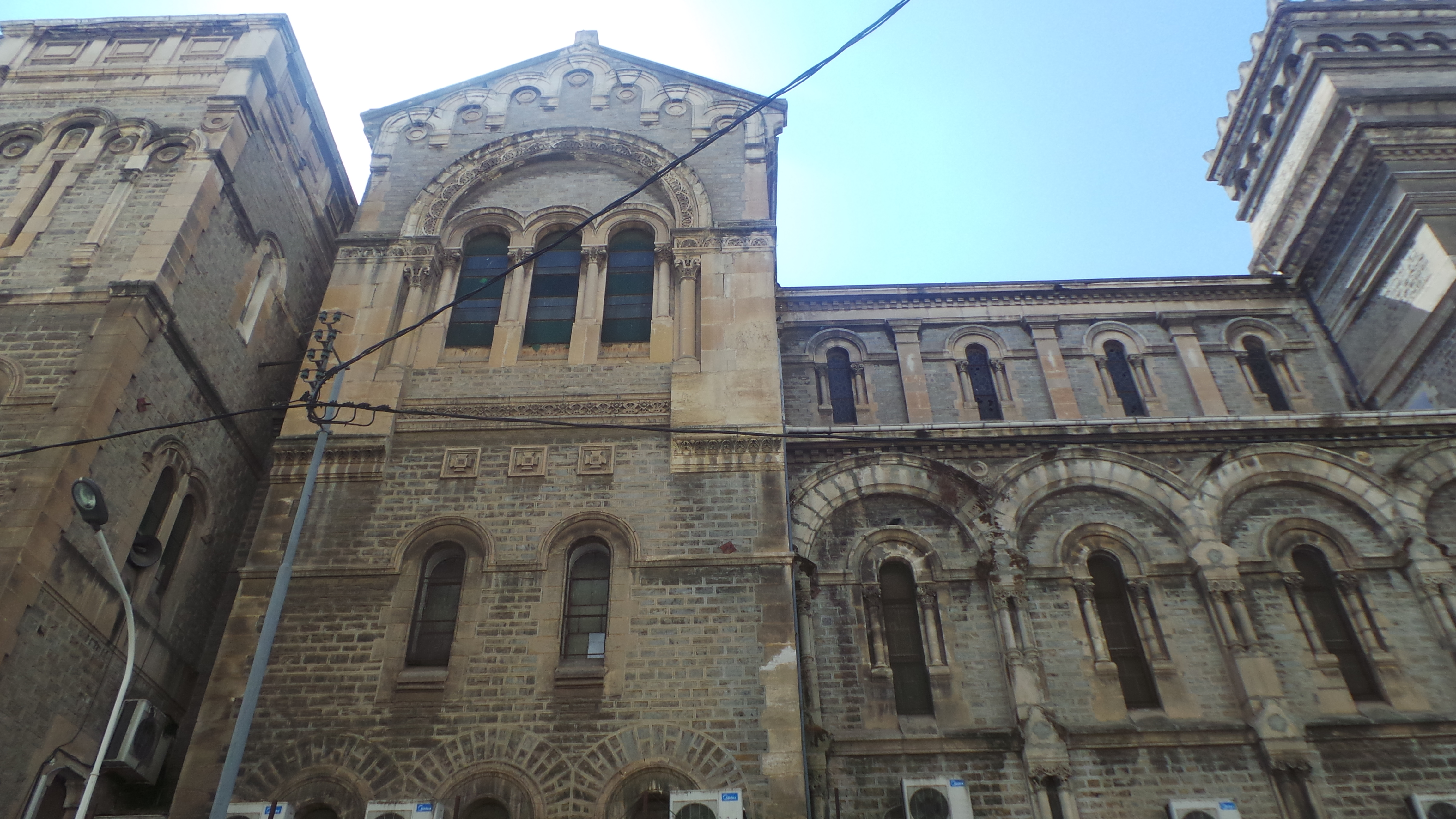
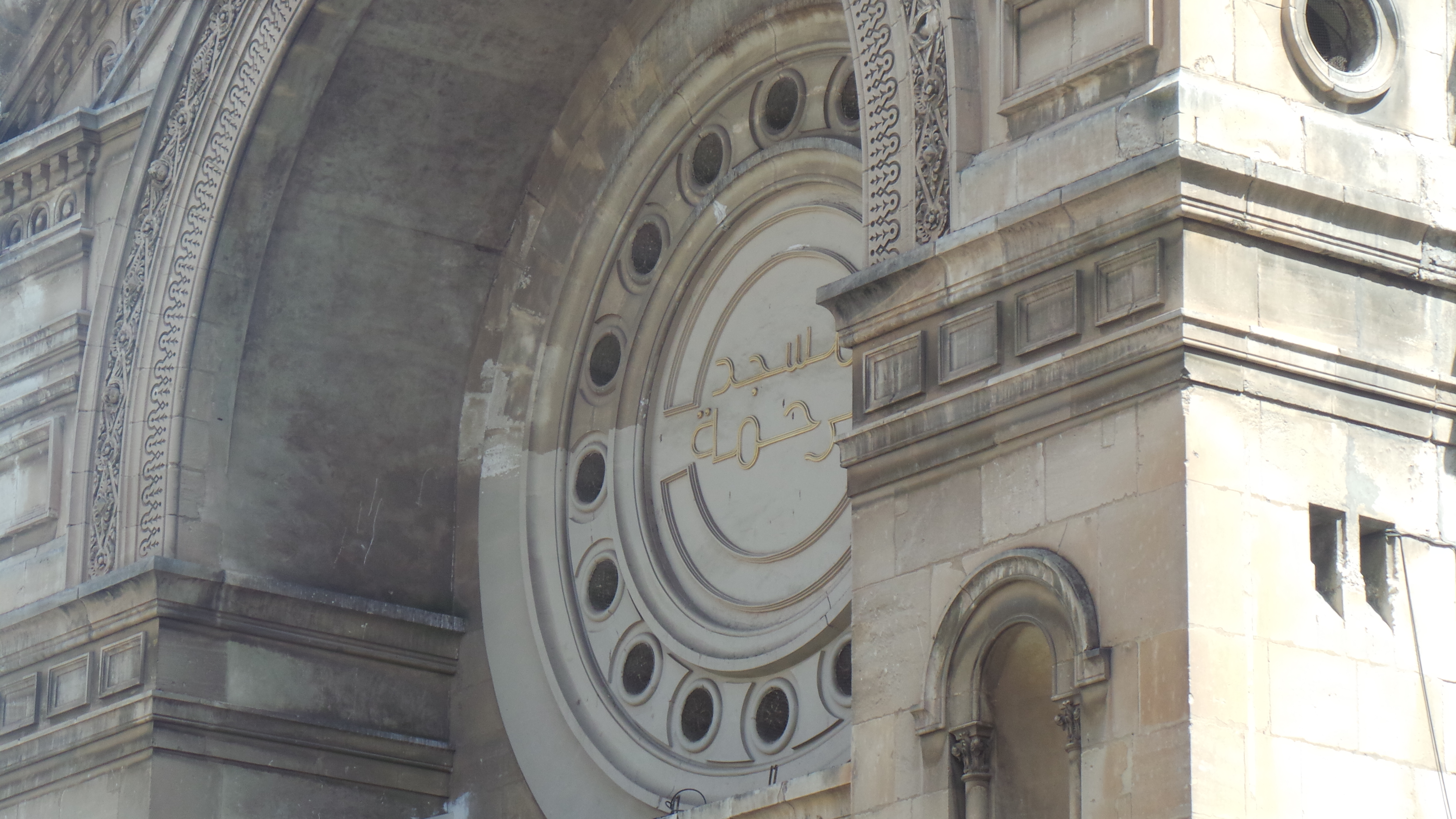